# Fest hos Bagge Wahlgren
Fest hos Bagge Wahlgren var ett svenskt underhållningsprogram i Sjuan som började sändas 29 oktober 2013. Programmet leddes av dåvarande äkta paret Laila Bagge Wahlgren och Niclas Wahlgren som umgicks och samtalade med kända gäster i sin dåvarande villa på Lidingö.
I varje program tillagades och avnjöts en festmåltid och måltiden avslutades med ett musikaliskt uppträdande på värdparets hustak.

## Avsnitt
| Nr | Sändningsdatum   | Gäster                                             | Artist/musikgrupp                     | Tittarsiffra enligt MMS |
| -- | ---------------- | -------------------------------------------------- | ------------------------------------- | ----------------------- |
| 1  | 29 oktober 2013  | Kristin Kaspersen och Anders Bagge                 | Mustasch                              | 518 000                 |
| 2  | 5 november 2013  | Alexander Bard och Dogge Doggelito                 | Army of Lovers                        | 318 000                 |
| 3  | 12 november 2013 | Carl Jan Granqvist och Isabel Adrian               | Linda Lampenius med sitt rockband     | 325 000                 |
| 4  | 19 november 2013 | Agneta Sjödin och Bojan Djordjic                   | Jasmine Kara                          | 158 000                 |
| 5  | 26 november 2013 | Edward Blom, Pernilla Wahlgren och Robert Aschberg | Nicke Borg med sitt rockband Homeland | 251 000                 |
| 6  | 3 december 2013  | Hasse Aro och Sofia Wistam                         | Panetoz                               | 167 000                 |
| 7  | 10 december 2013 | Lars-Åke Wilhelmsson och Josefin Crafoord          | Jessica Folcker                       | 228 000                 |
| 8  | 17 december 2013 | Regina Lund och Christian "Kicken" Lundqvist       | Tommy Nilsson                         | 160 000                 |